# 喀琅施塔得级战列巡洋舰
喀琅施塔得级战列巡洋舰（俄語：Кронштадт；英文：Kronshtadt-class battlecruiser）是前蘇聯海軍於1930年代後期下訂的一款大型巡洋艦，正式开发代号为69型重巡洋舰（俄語：Тяжёлые крейсера проекта 69：英文：Pr.69 heavy cruisers）。
根据1939年8月的建造计划，计划建造同型舰16艘，但在1940年7月和1940年10月分别缩减到4艘和2艘。该型舰计划以重要军事港口或城市命名，实际开工2艘：喀琅施塔得、塞瓦斯托波尔。

## 曲折背景

### 背景
自1922年苏联成立以来，受到俄国内战和一战的摧残，原本沙俄时期的造船产业受到了毁灭性打击，苏联也仅仅继承了沙俄时期的一批老旧的军舰。
也正是这样的状况，加上对共产主义的厌恶，当时的西方海军大国完全没有在意苏联，甚至是1922年签订限制海军军备竞赛的《华盛顿海军条约》时都没有邀请苏联参加。
当然除了外部环境对苏联的轻视外，苏联内部在列宁领导时期对发展海军也非常不重视。因为当时大力发展国内基础经济才是重中之重，并且列宁和托洛茨基都认为海军是“资本主义的昂贵玩具和帝国主义的侵略工具”，这也让苏联成立初期海军的发展极其缓慢。
但到了二十世纪30年代斯大林掌权时期，此时的大环境已经发生了变化。
首先是外部，在经历了《华盛顿海军条约》签订后十余年短暂和平的“海军假日”时期后，各个西方海军列强眼看条约快到期了纷纷在私下里又开始了海军军备竞赛，虽然1930年的《伦敦海军条约》延续了《华盛顿海军条约》的内容并加了更多的限制，但也挡不住各国私下里积极发展；与其同时，在苏联内部环境也有了很大的变化，在1933年完成了第一个“五年计划”后，苏联完成了“计划经济”的转型以及工业化发展，国内生产力和经济都有了很大的改善，更重要的是国内资源在斯大林的领导下开始向军工业倾斜，也为发展海军铺好了路。
此时正是苏联可以大力发展海军的好时机，斯大林显然不会错过这么一个大好机会，于是开始大力发展海军。

### 前身 22型巡洋舰
不过苏联对于建造新型军舰方面可以说是毫无经验，于是后来在意大利安萨尔多公司（Ansaldo）的协助下设计了26型巡洋舰。
在吸收了一些造船技术和经验后，斯大林开始了本国自研军舰的道路，1934年他下令让第一中央造船设计局设计一型可以击败所有《华盛顿海军条约》中的各国条约型重巡洋舰的大型巡洋舰，而由于苏联没有签署华盛顿条约，所以可以不受约束的自由设计。但设计局提交了诸多方案后，并没有出现一款能让海军满意的设计。
1936年7月，斯大林批准了苏联国防部制定的“大舰队计划”，该计划的主要内容是在1937-1943年内建造533艘各类舰艇，打造一支足以与任何资本主义国家舰队匹敌的苏联舰队。虽然这个计划不切实际，但在当时没人敢对斯大林提出质疑。
之前研制的打击条约巡洋舰的大型巡洋舰的项目在“大舰队计划”中被正式定为“22工程”，也就是“22型巡洋舰”。这次苏联为“22型巡洋舰”定下了确切的指标：排水量2~2.3万吨，航速34节左右，搭载三座三联装254毫米口径主炮炮塔，这种设计指标在当时对苏联依旧是非常苛刻难以实现。
不过，随着1937年“大清洗”运动的开始，负责22型巡洋舰项目的几名设计师先后被捕并被处决，导致22型项目因停滞不前再加上指标问题被取消。

## 建造
在“22项目”夭折后，苏联海军认为还是需要一款能专门对付敌军巡洋舰的高速舰船，后将“22项目”改为“69项目”，并按照老指标重新开始设计，设计于1938年6月完成。不过此时斯大林又提了一条新的要求，他要求69型巡洋舰的性能可以超越德国的沙恩霍斯特级战列巡洋舰。由于沙恩级配备的是九门283毫米主炮，所以这意味着老指标中的254毫米主炮必须得换为大于283毫米的主炮，整个设计也要因此推倒重来。设计部门在研究沙恩级的设计后，将新设计的指标定为32870吨排水量，主炮口径升到12英寸（305毫米），但航速从34节下降到32节。新设计在1938年10月完成。但是这次在向海军部提交设计草案审核时，海军部提出该级的装甲设计太过于薄弱，需要修改。于是设计部门在继续研究了法国敦刻尔克级战列舰以及日本海军的金刚型战列舰以后，再次对设计进行了修改，最终设计方案为排水量35000吨，和沙恩级相当，主炮依旧是九门305毫米主炮，航速32节。
这次的设计得到了斯大林本人和海军双方的满意，随后69型首舰喀琅施塔得号和二号舰塞瓦斯托波尔号在1939年11月开始建造，此时第二次世界大战已经爆发。
1939年，本級開始動工，預計於1944年完工。然而，斯大林的「海軍建設計畫」遠比造船和武器工業所能承擔的更為雄心勃勃。這些艦船的設計過程相當複雜且漫長，这是由于不断变换的要求和大清洗造成的。在建造工程開始，一路到兩年後的1941年6月22日，武器和機械的模型甚至都還未完成。因此，海軍部像是遇見後來的事實，先於1940年從德國購買了12門380毫米SK C/34主炮，以及雙聯裝砲塔——與俾斯麥級所使用的那款相似。為裝上這些艦炮，海軍部將部分區域重新設計。然而，實際上，直到隔年，即納粹入侵的那年，都未曾有砲塔運到蘇聯。
至1941年6月21日，喀琅施塔得、塞瓦斯托波尔已经分别完成了将近10.6%和11.6%的工程进度。在战争期间，喀琅施塔得的装甲板在列宁格勒围城战中被大量拆解用来建造不同种类的防御工事；塞瓦斯托波尔则因尼古拉耶夫沦陷，舰上钢材被大量拆解，其中一部分运往了德国。德国人在撤离时还炸毁了其舰体导致完全报废。

### 基本配置
喀琅施塔得级的艦體總長250.5米，寬31.6米，水線長240米。滿載時的吃水為9.45米。按設計，其標準排水量為35240公噸，滿載則為41539公噸。由於其設計圖的反覆修改，本級的排水量在日後則增加到標準36250公噸、滿載42831公噸。由於額外的吃水淹沒更多的船體體積，使得滿載的吃水深度增加到9.7米，而水線長度更是增長到242.1米。然而，縱使有更大的吃水面積，卻未影響機動性，由於蘇聯研發出更高效的馬達，和調整螺旋槳配置，令增重的影響得到緩解，讓航速仍舊保持不變。
本級的船體非常的飽滿，具有0.61的方形係數，這比法國敦克爾克級的0.54，還有德國O級的0.52，以及美國阿拉斯加級的0.5266還要高，這代表：需要很多馬力才能開出設計上的速度。為解決此情況，史達林決定讓本级使用三軸螺旋槳，增加了軸承載和減少了推進效率，減少整體排水量，但縮短了裝甲中心部的長度。鉚接的船殼由24個橫向隔板細分，中心部分使用縱向骨架，而中心部前後的結構則使用橫向骨架。305毫米艦炮艦船的穩心高度為2.8米，而380毫米艦炮艦船的穩心高度則降至2.58米。戰術直徑（迴轉圓半徑）估計約為1200米。
喀琅施塔得級艦艇配備兩架貝列耶夫Be-4水上偵察機，這些水上飛機會由放置在煙囪之間，並由位在該處的飛機彈射器發射。

### 装甲
该级的装甲设计部分比较一般，主装甲带厚230毫米。下边缘有弧度，向外倾斜6度。水线装甲带長185米，覆盖了76.8%的水线部分，横向舱壁厚330毫米，后舱壁厚275毫米，并且拥有一个防鱼雷凸起和纵向舱壁.
该级水平装甲比较薄弱，上层甲板只有14毫米厚，下面由90毫米厚的装甲和30毫米厚的碎片装甲。
主炮塔有305毫米厚的正面和背面装甲，125毫米厚的侧面和顶部装甲。副炮塔有100毫米的装甲。防空炮有50毫米厚的装甲。

## 結局
由於主炮沒有就位，這級的建造，基本上已胎死腹中。所以旗艦喀琅施塔得號只完成艦體（建造進度10％），就被擱置在黑海船廠的角落。旗艦都如此對待，更別提二號艦（塞瓦斯托波尔）了。戰爭期間，蘇聯曾考慮將其改裝為航空母艦（也就是Pr.69AV方案），但很快地，這個想法被否決。戰爭期間的破壞基本上讓這個計畫也沒有辦法有任何進度，最終，等待兩艘船的結局是：戰爭結束後（1947年）報廢。

## 資料來源
1. ↑  Васильев А. М., Морин А. Б.  3500 экз. М.: Коллекция, Яуза, ЭКСМО. 2008: 39 и др. ISBN 978-5-699-28259-3 （俄语）.
2. ↑  McLaughlin1，第107, 112頁.
3. ↑  McLaughlin1，第107, 112, 115頁.
4. ↑  Usov & Mawdsley，第382頁.